# メシルチョン

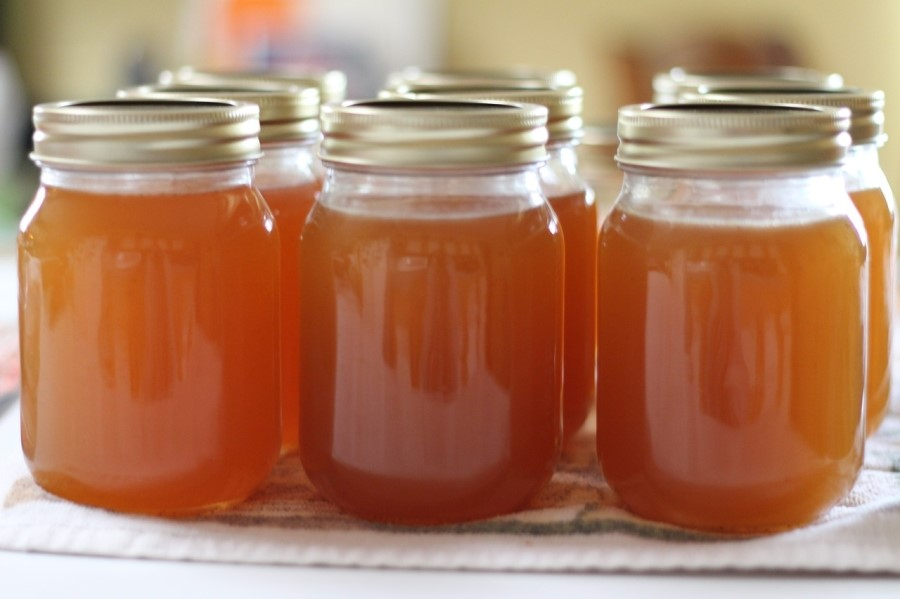
メシルチョン

メシルチョン(Maesil-cheong、梅實淸)は、糖蔵した完熟のウメの実から作る抗菌作用を持つシロップである。朝鮮料理では、調味料や砂糖の代替として用いる。メシルチョンと水を混ぜた茶は、メシルチャ（梅実茶）と言われる。

## 製法
ウメの実と砂糖を単純に混ぜ、約100日以上寝かせる。シロップを作るためには、砂糖とウメの比は、少なくとも1:1が必要であり、そうでなければ、発酵してワインになってしまう。100日後にウメを取り出し、シロップはすぐに消費することもあるが、1年以上熟成させる場合もある。

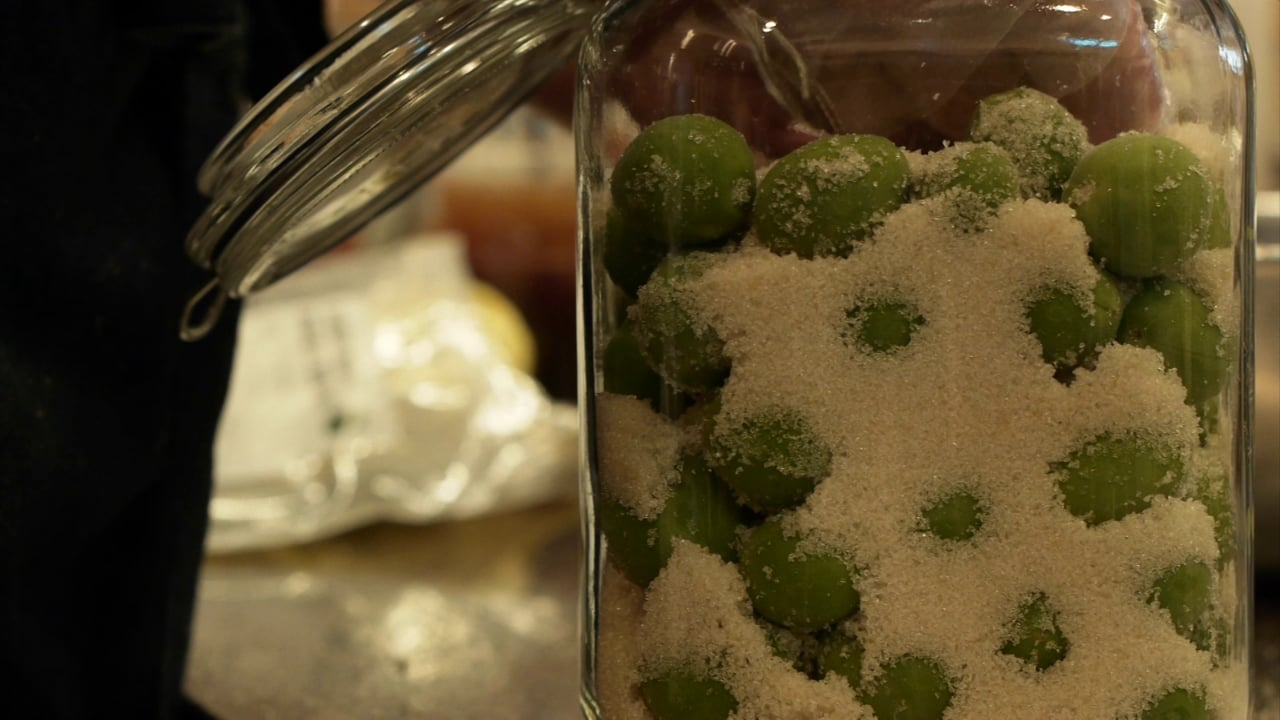
メシルチョンの製造